# Wyręby (Orneta)
Wyręby (deutsch Gabelwald) war ein Ort in der polnischen Woiwodschaft Ermland-Masuren. Seine Ortsstelle befindet sich um Gebiet der Stadt-und-Land-Gemeinde Orneta (Wormditt) im Powiat Lidzbarski (Kreis Heilsberg).
Die Ortsstelle von Wyręby liegt im Nordwesten der Woiwodschaft Ermland-Masuren, 36 Kilometer südöstlich der ehemaligen Kreisstadt Braunsberg (polnisch Braniewo) bzw. 23 Kilometer westlich der heutigen Kreismetropole Lidzbark Warmiński (deutsch Heilsberg).
Gegründet wurde das einstige Gabelwald zwischen 1868 und 1898. Er bestand aus vielen verstreut liegenden Gehöften. Als ein „Abbau“ war Gabelwald ein Wohnplatz der Gemeinde Millenberg (polnisch Miłkowo) im ostpreußischen Kreis Braunsberg und zählte im Jahre 1905 35 Einwohner.
Aufgrund der Abtretung des gesamten südlichen Ostpreußen 1945 in Kriegsfolge an Polen erhielt Gabelwald die polnische Namensform „Wyręby“. Das Dorf wurde nicht mehr neu besiedelt, fand keine offizielle Erwähnung mehr und gilt heute als untergegangen. Die kaum noch wahrnehmbare Ortsstelle gehört zur Gmina Orneta (Stadt-und-Land-Gemeinde Wormditt) im Powiat Lidzbarski (Kreis Heilsberg).
Bis 1945 war Gabelwald in die römisch-katholische Pfarrei Migehnen (polnisch Mingajny) im damaligen Bistum Ermland eingegliedert. Außerdem gehörte der Ort zur evangelischen Kirche Wormditt in der Kirchenprovinz Ostpreußen der Kirche der Altpreußischen Union.
Die Ortsstelle Wyrębys resp. Gabelwalds liegt nördlich der Woiwodschaftsstraße 513 und ist über Landwege von Mingajny (Migehnen) aus zu erreichen.